# HMS A7
Pour les articles homonymes, voir A7.
Le HMS A7 était un sous-marin britannique de classe A, construit pour la Royal Navy au cours de la première décennie du XXe siècle. Il a coulé lors d’un entraînement en 1914, causant la perte de tout son équipage. Les efforts pour le sauver ont échoué et son épave est devenue un site protégé. Il est interdit de plonger sur l’épave sans permis du ministère de la Défense.

## Conception
Le HMS A7 faisait partie de la première classe de sous-marins de conception britannique, bien que légèrement plus gros, plus rapide et plus lourdement armé que le navire de tête, le HMS A1. Ces sous-marins avaient une longueur totale de 32 mètres, un maître-bau de 3,9 m et un tirant d'eau moyen de 3,3 m. Ils avaient un déplacement de 190 tonnes en surface et 209 tonnes en immersion. Les sous-marins de classe A avaient un équipage de 2 officiers et 11 matelots.
Pour la navigation en surface, les navires étaient propulsés par un unique moteur à essence Wolseley à 16 cylindres de 450 chevaux-vapeur (336 kW) qui entraînait un unique arbre d'hélice. Lorsqu’ils étaient en immersion, l’hélice était entraînée par un moteur électrique de 150 chevaux (112 kW). Ils pouvaient atteindre 10 nœuds (19 km/h) en surface et 7 nœuds (13 km/h) sous l’eau. À la surface, le HMS A2 avait un rayon d'action de 320 milles marins (590 km) à 10 nœuds (19 km/h). En immersion, l’autonomie était de seulement 30 milles marins (56 km) à 5 nœuds (9,3 km/h).
Ces navires étaient armés de deux tubes lance-torpilles de 18 pouces (450 mm) à l’avant. Ils pouvaient transporter une paire de torpilles de rechange, mais en général, ils ne le faisaient pas, de sorte qu’ils devaient compenser leur poids par un poids équivalent de carburant.

## Engagements
Le HMS A7 a été commandé à Vickers dans le cadre du programme naval de 1903-1904. Il fut construit à leur chantier naval de Barrow-in-Furness. Sa quille fut posée le 1er septembre 1903. Il fut lancé le 21 janvier 1905 et achevé le 13 avril.
Il a coulé dans Whitsand Bay, en Cornouailles, le 16 janvier 1914, alors qu’il effectuait des attaques factices à la torpille contre la canonnière HMS Pygmy, en collaboration avec le sous-marin HMS A9. L’accident a entraîné la perte de tout son équipage, On a observé dans l’eau des remous, que l’on pense provoqués par la tentative désespérée de l’équipage pour évacuer l’eau de ses ballasts et remonter à la surface.
L’emplacement du naufrage fut marqué par une bouée, puis le HMS Pygmy est retourné à Plymouth Sound pour signaler la catastrophe. Le Pygmy est retourné sur les lieux dans l’après-midi, mais il n’a pas pu localiser la bouée parce que les conditions météorologiques s’étaient détériorées. Il a ensuite fallu cinq jours pour localiser le sous-marin, qui a été retrouvé à 37 m de profondeur, avec 6,1 m de poupe enfouie dans le fond boueux et avec sa proue à 10 m au-dessus du fond, relevée à un angle de 30°. Plusieurs tentatives ont été faites pour le renflouer au cours du mois suivant, en attachant une aussière à l’anneau de remorquage de l’étrave ou en enroulant des aussières en acier autour de sa coque, mais son arrière était trop profondément enfoncé dans la boue et les aussières se sont détachées sans le sortir. Il se trouve aujourd’hui toujours à l’endroit où il a coulé, enfoui jusqu’à sa ligne de flottaison dans le fond plat et boueux, sous 37 mètres d’eau. En 2001, il a été déclaré comme l’une des 16 épaves dans les eaux britanniques désignées comme "Sites contrôlés" en vertu de la Protection of Military Remains Act par le gouvernement britannique et sur lesquels on ne peut pas plonger sans permission spéciale.
En 2014, l’équipe du projet SHIPS à Plymouth a terminé une enquête archéologique sur le sous-marin A7, après avoir obtenu un permis du ministère de la Défense britannique.